# Siderus parvinotus
Siderus parvinotus är en fjärilsart som beskrevs av William James Kaye 1904. Siderus parvinotus ingår i släktet Siderus och familjen juvelvingar. Inga underarter finns listade i Catalogue of Life.